# كريستيان فور (مخرج)
كريستيان فور (بالفرنسية: Christian Faure)‏ هو كاتب سيناريو ومخرج فرنسي، ولد في 1954 في Grignols, Dordogne ‏ في فرنسا.

## وصلات خارجية
- كريستيان فور على موقع IMDb (الإنجليزية)
- كريستيان فور على موقع ألو سيني (الفرنسية)
- كريستيان فور على موقع أول موفي (الإنجليزية)
- كريستيان فور على موقع قاعدة بيانات الأفلام السويدية (السويدية)
- كريستيان فور على موقع قاعدة بيانات الفيلم (الإنجليزية)
- كريستيان فور على موقع كينوبويسك (الروسية)